# 슈발리에
슈발리에는 프로덕션 I.G가 제작한 애니메이션으로 일본에서는 2006년 8월부터 2007년 2월까지 WOWOW를 통해 전 24화로 방영하였다.

## 등장인물

### 프랑스
데옹 드 보몽
성우 : 타이 유우키 / 김승준
리아 드 보몽
성우 : 미즈노 리사 / 배정미
듀란
성우 : 나리타 켄 / 위훈
로빈
성우 : 마츠모토 메구미 / 임주현
테라고리
성우 : 사토 하루오 / 김정호
루이 15세
성우 : 이나다 테츠 / 임채헌
마리 레슈친스카
성우 : 카이다 유키 / 김지영
안나
성우 : 키타무라 에리 / 정유미
브롤리
성우 : 이시즈미 아키히코 / 김광국
베르
성우 : 후쿠엔 미사토 / 김지혜
오귀스트
성우 : 스즈키 마사미 / 배정미
막시밀리앙 로베스피에르
성우 : 사쿠라이 타카히로 / 류승곤
퐁파두르
성우 : 야나기사와 마유미 / 김지혜
오를레앙 공
성우 : 치지와 류사쿠 / 류승곤
생 제르멩
성우 : 마츠모토 야스노리 / 정재헌
카론
성우 : 우메즈 히데유키 / 임채헌
칼리오스트로
성우 : 코부시 노부유키 / 고성일
로렌챠
성우 : 나즈카 카오리 / 김지혜
베르니스
성우 : 하마다 켄지

### 러시아
옐리자베타
성우 : 타나카 아츠코 / 김지혜
예카테리나
성우 : 타카구치 유키코 / 정유미
표트르
성우 : 이이다 마사토시 / 정재헌

### 영국
마리 샬롯
성우 : 스즈카제 마요
조지 3세
성우 : 카와하라 요시히사
샌드위치 백작
성우 : 우메즈 히데유키

## 같이 보기
- 샤를 데옹 드 보몽